# Heinrich Vierbücher
Heinrich Vierbücher (* 19. August 1893 in Neuss; † 13. Februar 1939 in Berlin) war ein deutscher Publizist und Buchhändler.

## Leben

### Jugend und Osmanisches Reich 1893–1918
Heinrich Vierbücher stammte aus einer sozialdemokratischen Familie.
Nach Ausbruch des Ersten Weltkrieges kam er 1914 oder Anfang 1915 als Rekrut in das Osmanische Reich. Seit 1915 war er dort als Dolmetscher für Arabisch, Türkisch, Englisch und Französisch für den preußischen Marschall Otto Liman von Sanders tätig. Vierbücher konnte drei Jahre lang als Übersetzer durch das Land reisen und wurde so Zeuge der Vertreibung und Vernichtung der Armenier und weiterer Kriegsereignisse. 

### Publizist und Aktivist 1919–1933
Nach Kriegsende kehrte Heinrich Vierbücher in das Deutsche Reich zurück. Dort war er unter anderem als Gewerkschaftssekretär in Berlin und für die Deutsche Friedensgesellschaft aktiv. Er trat häufig als Redner an verschiedenen Orten auf, wo er für radikaldemokratische und pazifistische Positionen eintrat.
1930 veröffentlichte Heinrich Vierbücher das Buch Armenien 1915 über den Völkermord an den Armeniern. 1932 war er verantwortlicher Redakteur der radikal-republikanischen Wochenzeitung Alarm, die sich sehr offensiv  mit der SA und der NSDAP auseinandersetzte und die in dieser Zeit auch kurzzeitig verboten war.
Im März 1933 zog sich Heinrich Vierbücher nach den Reichstagswahlen mit seinem Verleger Walter Hammer und dem Kommunisten Fritz Matern in eine Gastwirtschaft am Kleinen Bärenstein bei Pirna in der Sächsischen Schweiz zurück. Sie wurden nach wenigen Tagen von der SA entdeckt und nach Dresden in eine vierwöchige Schutzhaft gebracht.

### Letzte Jahre 1933–1939
Am 1. Oktober 1933 eröffnete Heinrich Vierbücher ein Antiquariat und Versandbuchhandlung in Berlin im Hansaviertel in der Brückenallee 28. Er starb am 13. Februar 1939 im Robert-Koch-Krankenhaus an einem Schlaganfall, nachdem er von der Gestapo am Vortag in seiner Wohnung besucht worden war.
Heinrich Vierbücher war verheiratet und hatte mindestens eine Tochter. Die Buchhandlung wurde wahrscheinlich bis 1944 fortgeführt. Im Bundesarchiv gibt es Unterlagen über ihn in den Akten der Reichskulturkammer.

## Publikationen

### Armenien 1915
Heinrich Vierbücher veröffentlichte das Buch Armenien 1915. Was die Kaiserliche Regierung der deutschen Bevölkerung verschwiegen hat. Über die Abschlachtung eines Kulturvolkes durch die Türken im Fackelreiter-Verlag im Jahre 1930.
Dort berichtete er ausführlich über die Vertreibung und den Völkermord an den Armeniern.
Er klagte vor allem die deutsche Regierung an, die viele der Morde hätte verhindern können, es aber nicht tat, da sie das Osmanische Reich als Verbündeten im Ersten Weltkrieg und für ihre geopolitischen Expansionspläne brauchte.

„Hunderttausende von Menschen werden abgeschlachtet – darüber mußt du dich pflichtgemäß entrüsten. Die da ermordet werden, sind Christen. Eigentlich sollte man darüber betrübt und den Mördern ein bißchen böse sein. Denn so ein Mord – na ja, schön ist es ja nicht. Und schließlich ist man ja immerhin ein rechtschaffener Christenmensch – aber es entspricht dem besonderen Wunsche Gottes, daß die Deutsche Bank die Bagdadbahn finanziert.“

Das Buch wurde in die englische, französische, russische und armenische Sprache übersetzt. Es gilt als eine der wichtigsten deutschsprachigen Darstellungen der Geschehnisse, auch wenn Vierbücher selbst nicht Augenzeuge der Morde war.

### Weitere Publikationen
Heinrich Vierbücher berichtete über die Ereignisse des Ersten Weltkriegs aus dem Osmanischen Reich für mehrere Zeitungen.
Nach 1919 verfasste er einige Artikel für Die Friedens-Warte und weitere Zeitschriften. 1932 war er verantwortlicher Redakteur der Wochenzeitung Alarm.